# 깃대봉 (홍도)
깃대봉(-峯)은 전라남도 신안군 홍도에 있는 산이다. 봉우리가 깃대 모양의 바위로 이루어져 깃대봉으로 부르며, 홍도의 최고봉이다. 홍도 남쪽에 해발 232m의 양산봉이 있다. 2002년 대한민국 산림청이 100대 명산의 하나로 지정했다. 덩굴사철과 식나무, 동백림 등이 자생하는 등 생태적 가치가 커서 1965년 섬 전체가 천연보호구역으로 지정된 홍도천연보호구역에 속해 있다.

## 같이 보기
- 한국의 산